# 16693 Moseley
16693 Moseley (1994 YC2) là một tiểu hành tinh vành đai chính được phát hiện ngày 16 tháng 12 năm 1994 bởi D. J. Asher ở Siding Spring.